# Szczelina Smoka
Szczelina Smoka – schronisko w Smokówce na Wyżynie Olkuskiej wchodzącej w skład Wyżyny Krakowsko-Częstochowskiej. Znajduje się w zachodnich skałach Smokówki, w orograficznie lewym zboczu Wąwozu do Smokówki, administracyjnie we wsi Jerzmanowice w gminie Zabierzów, w powiecie krakowskim, w województwie małopolskim.
Otwór Szczeliny Smoka znajduje się blisko dna wąwozu. Dojście do niego jest nieco utrudnione przez gęste zarośla. Ma szerokość 0,6 m, wysokość 0,7 m i ciągnie się za nim prosty, szczelinowaty i ciasny korytarzyk, w głębi stopniowo zwężający się i przechodzący w niedostępną szczelinę. Jest widny aż do zwężenia i wilgotny. Na jego końcu czuć słaby przewiew.
Obiekt powstał na pionowej szczelinie w późnojurajskich wapieniach skalistych. Ma gładki strop i gładkie ściany, na których miejscami występują grzybki naciekowe i  mleko wapienne. Namulisko składa się z wapiennego gruzu i gleby. W otworze skąpo rozwijają się porosty i glony. Ze zwierząt obserwowano pajęczaki, muchówki i ślimaki.
Po raz pierwszy obiekt ten wymienił J. Nowak w zestawieniu jaskiń Doliny Szklarki. Podał jej długość i lokalizację. Dokumentację i plan sporządziła I. Luty w październiku 2014 r..

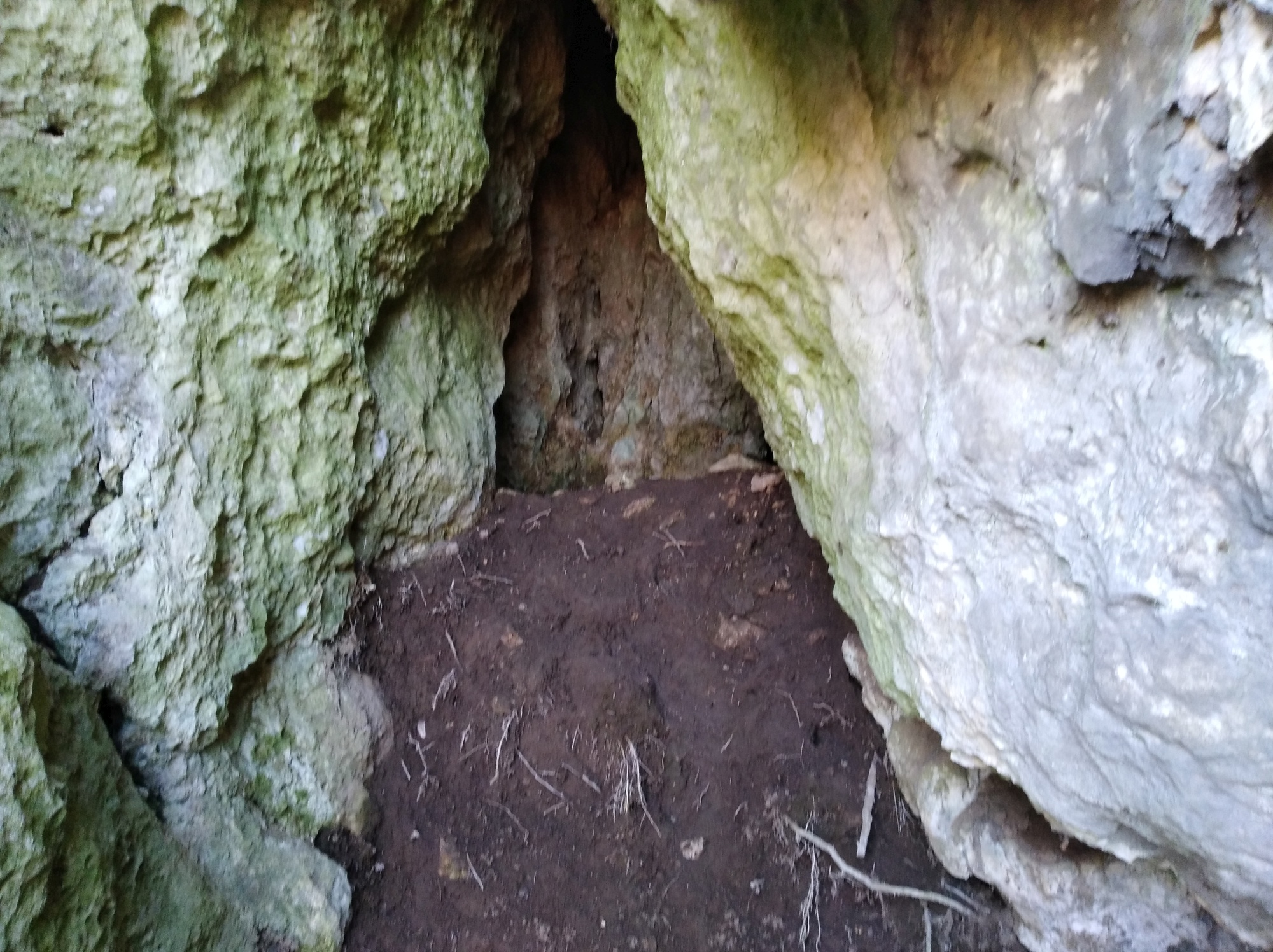
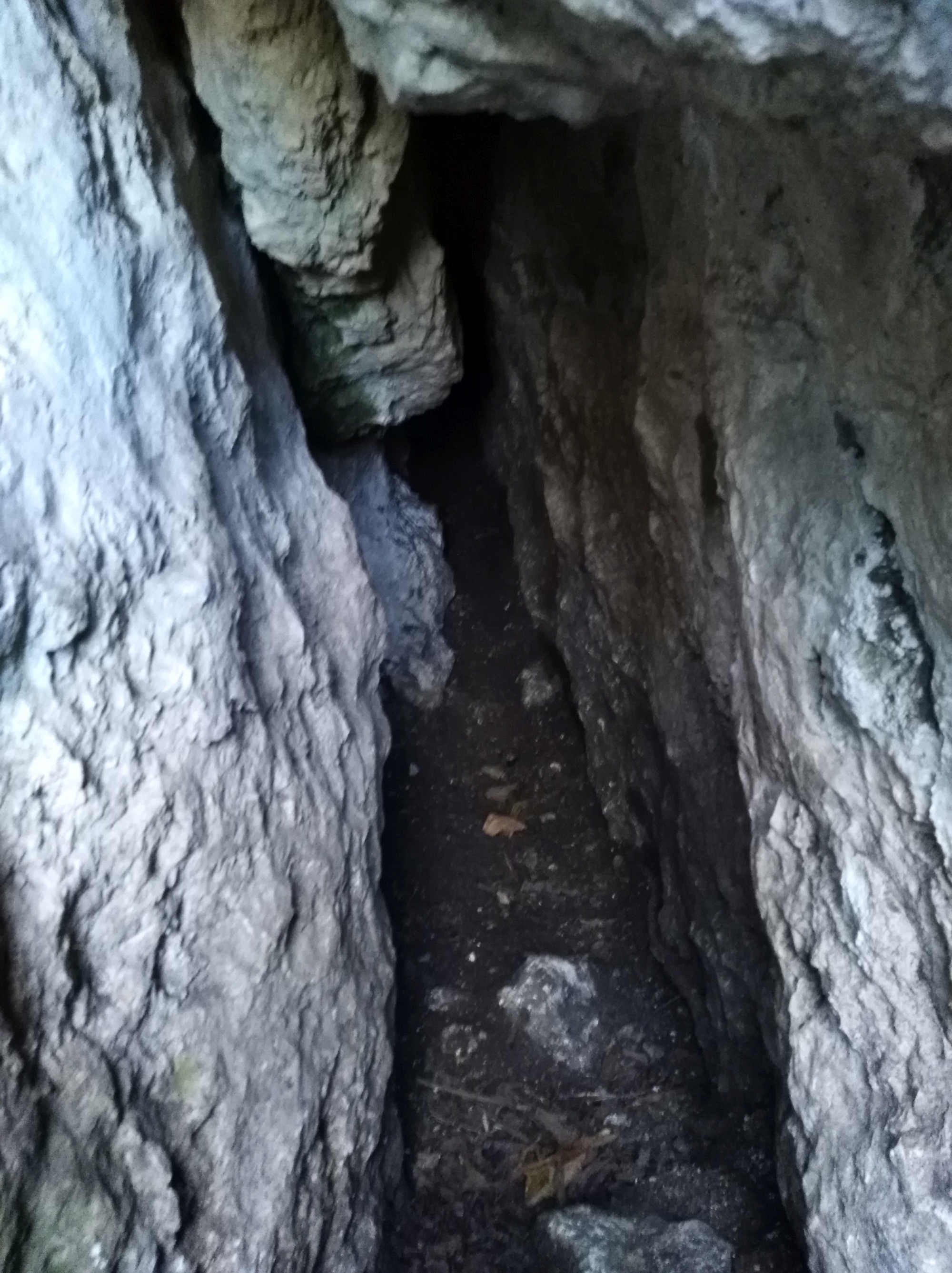
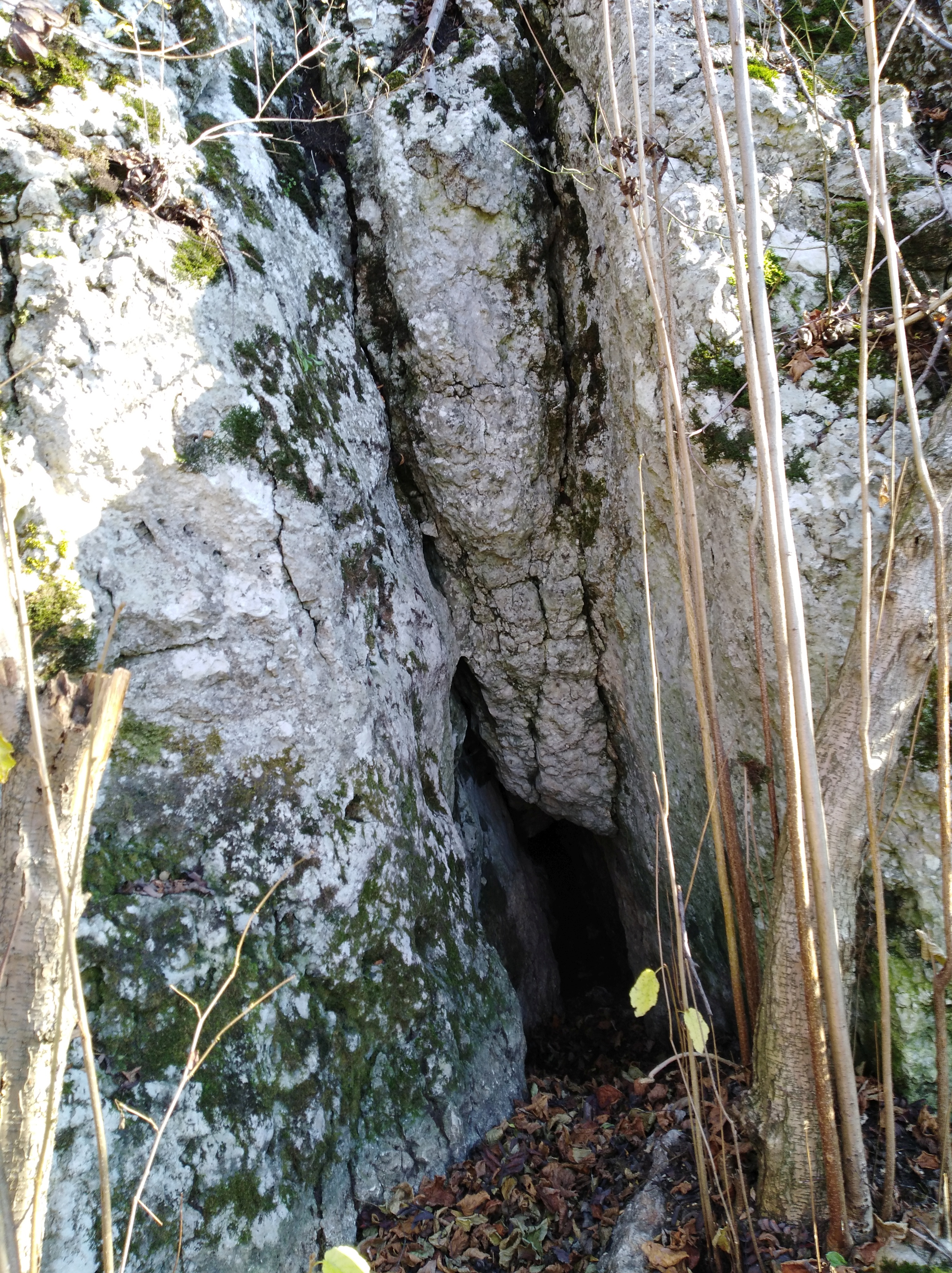
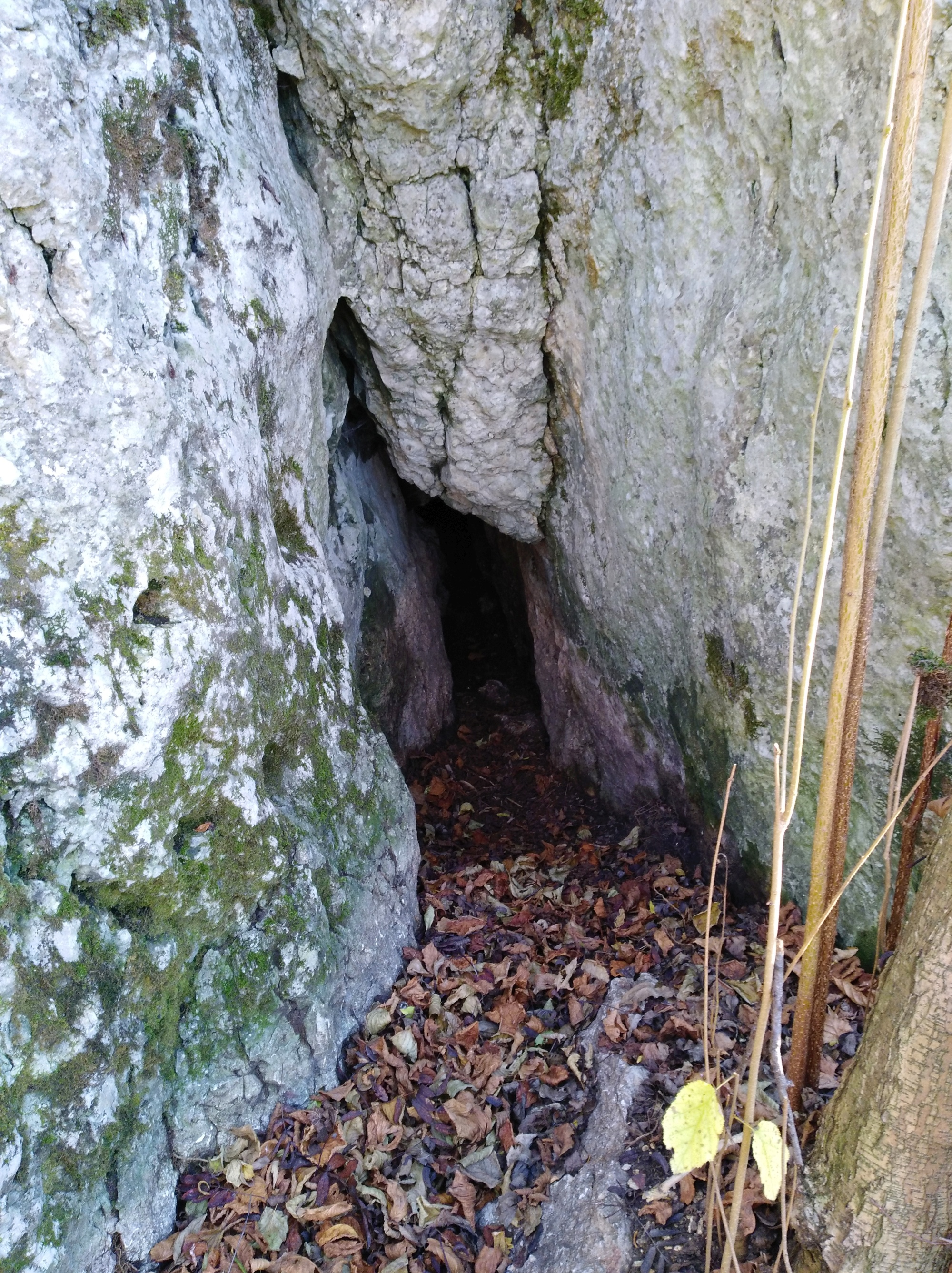